# Ørland
Gmina Ørland (norw. Ørland kommune) – norweska gmina leżąca w okręgu Trøndelag. Jej siedzibą od roku 2020 jest miasto Bjugn.
Ørland jest 405. norweską gminą pod względem powierzchni.
1 stycznia 2020 roku gmina Ørland połączyła się z gmina Bjugn.

## Demografia
Według danych z roku 2020 gminę zamieszkuje 10 306 osób. Gęstość zaludnienia wynosi 24,06 os./km². Pod względem zaludnienia Ørland zajmuje 190. miejsce wśród norweskich gmin.
| ludność stan na 4. kwartał 2020 |         |           |        |
|                                 | kobiety | mężczyźni | razem  |
| osób                            | 5083    | 5223      | 10 306 |
| %                               | 49,32%  | 50,68%    | 100%   |

| wykształcenie stan na 4. kwartał 2020, osoby powyżej 16 roku życia |        |         |        |        |
|                                                                    | podst. | średnie | wyższe | niezn. |
| osób                                                               | 1251   | 1947    | 1062   | 14     |
| %                                                                  | 29,27% | 45,55%  | 24,84% | 0,32%  |

## Edukacja
Według danych z 2021:
- liczba szkół podstawowych (norw. grunnskolar): 7
- liczba uczniów szkół podst.: 1185

Funkcjonuje tam Botngård barneskole, Brekstad barneskole, Fagerenget montessoriskole SA , Opphaug skole, Vallesund oppvekstsenter, Ørland- i Botngård Ungdomsskole (odpowiednik gimnazjum).

## Władze gminy
Według danych na rok 2020 administratorem gminy (norw. rådmann) jest Emil Raaen, natomiast burmistrzem (norw. ordfører, d. borgermester) jest Tom Myrvold.